# D 865 (Türkei)
Die Straße D 865 (Devlet yolu 865) ist eine (unter Einbeziehung von Parallelführungen) 213 km lange Straße im Osten der Türkei. Davon weisen 53 km getrennte Richtungsfahrbahnen auf.

## Verlauf

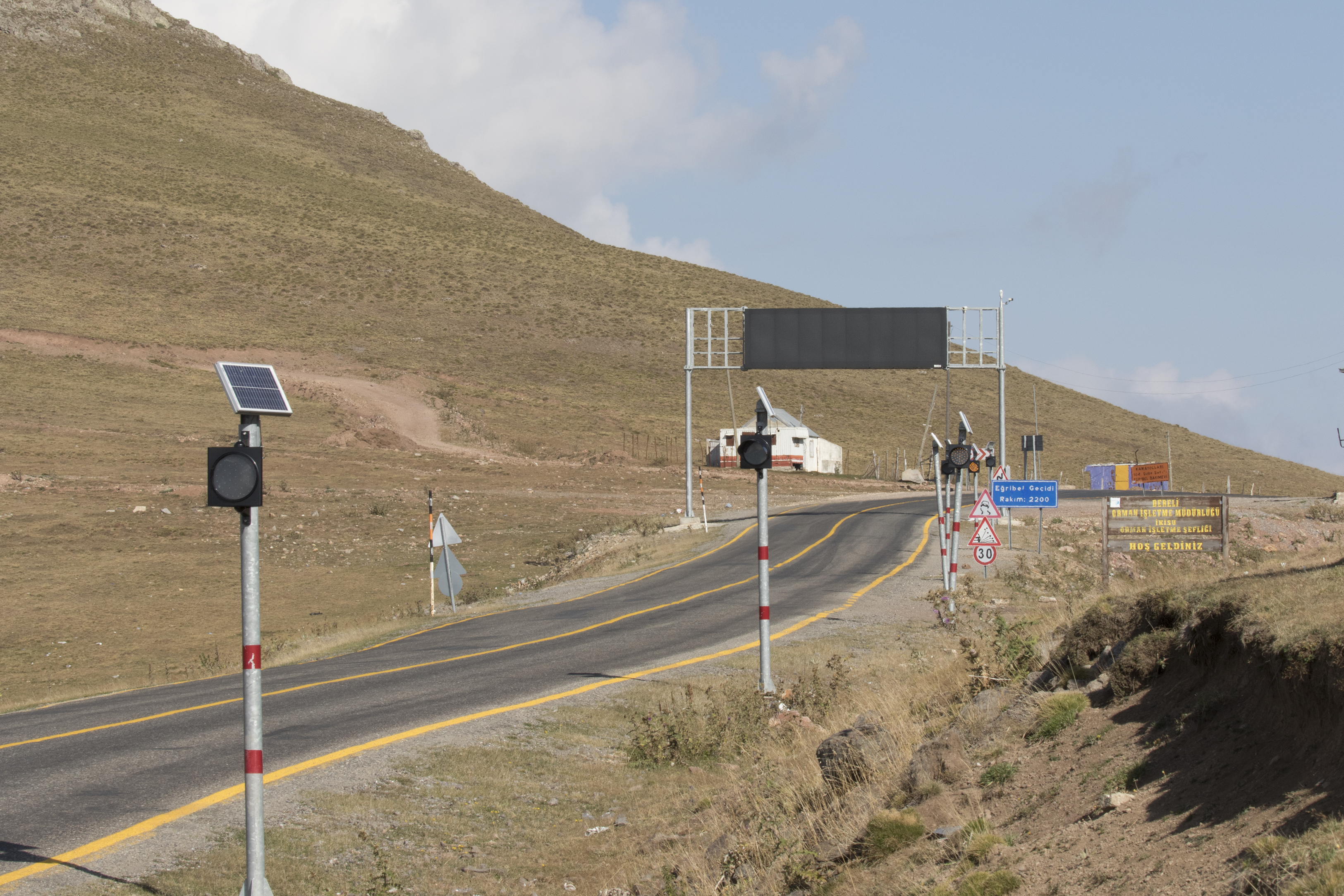
Der Pass Eğribel Geçidi (2016)

Die Straße beginnt im Norden rund 6 km östlich der Provinzhauptstadt Giresun an der Fernstraße D 010 (Europastraße 70), die im Wesentlichen parallel zum Südufer des Schwarzen Meers verläuft. Sie führt durch das Tal des Aksu Çayı über das Pontische Gebirge mit dem 2230 m hohen Pass Eğribel Geçidi (40°27′14.32″ N, 38°23′56.17″ E), der von dem 2021 eröffneten, 5900 m langen Eğribel-Tunnel unterfahren wird, nach Süden zur D 040, auf die sie 5 km östlich von Şebinkarahisar trifft. Die Länge dieses Abschnitts beträgt 108 km.
Ein räumlich getrennter zweiter, über die D 040 und D 100 unter Umgehung des Stausees der Çamlıgöze-Talsperre erreichbarer Abschnitt beginnt an der Fernstraße D 100 (Europastraße 80) knapp östlich von Suşehri und führt nach Südwesten über eine Strecke von 54 km nach Zara an der Fernstraße D 200 (Europastraße 88).